# Trebež, Brežice
Trebež je naselje v Občini Brežice.